# 노사평화의 전당
노사평화의 전당은 대구광역시 달성군 구지면 응암리 대구국가산업단지에 들어설 기구이다. 2015년 고용노동부에서 공모했고 대구광역시가 최종적으로 확정되어 2019년 6월부터 착공을 시작했다. 2021년 상반기에 완공될 예정이다.

## 구조
층은 지하 1층에 지상 3층으로 구성되어있다.
- 지하 1층
  - 기계 전기실
  - 창고
- 지상 1층
  - 노사역사관
  - 노사체험관
  - 카페
- 지상 2층
  - 강당
  - 관리사무실
- 지상 3층
  - 직업훈련센터
  - 세미나실
  - 건강관리실